# Отель дель Луна
Отель дель Луна (кор. 호텔 델루나; ром.: Hotel delluna; англ. Hotel Del Luna) — южнокорейский фэнтезийный телесериал 2019 года. Главные роли исполнили Ли Чжиын в роли владелицы отеля и Ё Чжингу в роли менеджера одноименного отеля, который обслуживает только призраков. Сериал транслировался на tvN с 13 июля по 1 сентября 2019 года. Это восьмая по рейтингу корейская драма в истории кабельного телевидения.

## Синопсис
Отель дель Луна (формально именуемый «гостевой дом Луны»), расположенный в Мёндоне, Сеул, и не похож ни на один другой отель: все его клиенты - призраки, и днём он не виден в своём истинном виде. Люди могут увидеть отель только при особых обстоятельствах, например, во время лунного затмения.
Чжан Ман Воль (Ли Чжи Ын) является генеральным директором отеля. Из-за огромного греха, совершенного тысячелетие назад, она застряла в отеле и обслуживала мертвых, прежде чем они перейдут к циклу реинкарнации. Из-за манипуляций с Маго (Со И Сук) она встречается с отцом Ко Чхан Сона (Ё Чжин Гу) и заключает сделку на его сына, чтобы он работал на нее через 20 лет в обмен на его жизнь и деньги. С новым обретенным благосостоянием и жизнью его отец вывозит Ко Чхан Сона за границу, где он растет как искренний перфекционист, уравновешенный, но также с добрым сердцем. Он возвращается в Южную Корею после смерти своего отца, чтобы стать помощником управляющего в многонациональной гостиничной корпорации, только чтобы встретиться с Чжан Ман Воль, и в итоге выполняет соглашение и становится менеджером отеля Дель Луна.
Благодаря Ко Чхан Сону зрители знакомятся с тайнами и секретами отеля и его владельца.

## Актёры
| Актер          | Роль                       | Описание                                                                                  | Примечание |
| -------------- | -------------------------- | ----------------------------------------------------------------------------------------- | ---------- |
| Ли Чжи Ын (IU) | Чжан Ман Воль              | красивая, но холодная владелица Отеля дель Луна (гостевого дома Луна) в течение 1300 лет. | [ 5 ]      |
| Ким Гю Ри      | Чжан Ман Воль              | молодая                                                                                   |            |
| Ё Джин Гу      | Ку Чхан Сон                | новый управляющий отеля Дель Луна                                                         | [ 6 ]      |
| Чан Дон Хван   | Но Джон Сок                | предыдущий управляющий отеля Дель Луна                                                    |            |
| Шин Чжон Гын   | Ким Сон Би / Ким Ши Ик     | бармен в отеле Дель Луна, до смерти - ученый                                              |            |
| Пэ Хэ Сон      | Чхвэ Хи Сон                | горничная в отеле Дель Луна, до смерти - жена дворянина в эпоху Чосон                     |            |
| Пё Чи Хун      | Джи Хён Джун               | портье отеля Дель Луна, умер в школьном возрасте во время Корейской Войны                 |            |
| Кан Мин А      | Ким Ю На / дух Чон Су Чжон | школьница, которая начинает видеть призраков                                              |            |
| Ли До Хён      | Гу Чон Мён                 | солдат эпохи Когурё, глава дворцовой охраны, влюблен в Ман Воль                           |            |
| Ли Тхэ Сон     | Ён У / Пак Ён Су           | товарищ Ман Воль по мятежу / офицер полиции Сеула                                         |            |
| Пак Юн А       | Сон Хва / Ли Ми Ра         | принцесса эпохи Когурё, влюблена в Гу Чон Мёна / бывшая девушка Чхан Сона                 |            |
| Чо Хён Чоль    | Санчез                     | друг Чхан Сона                                                                            |            |
| Ли Давид       | Соль Джи Вон               | сокурсник Чхан Сона и Санчеза в Гарварде, убийца, затем - злобный дух                     |            |
| Со И Сук       | Ма Го                      | божество, контролирующее живых и мертвых, имеет 4 облика                                  |            |
| Кан Хон Сок    |                            | жнец смерти, отвечает за сопровождение душ на тот свет                                    |            |
| Сон Дук Хо     | О Тхэ Сок                  | олдат, бегущий от войны                                                                   |            |
| О Джи Хо       |                            | отец Чхан Сона                                                                            |            |
| Ким Вон Хэ     | Ким                        | мэр города, участвующий в криминальных сделках                                            |            |
| Ли Чхэ Кён     |                            | Генеральный директор отеля, в котором работал Чхан Сон                                    |            |
| Ли Джун Ки     |                            | священник, затем - экстрасенс, кандидат №2                                                |            |
| Ли Си Он       |                            | космонавт, кандидат №1                                                                    |            |
| Хон Кён        |                            | Пекарь                                                                                    |            |
| Нам Да Рым     |                            | Бог колодца                                                                               |            |
| Ли Джон Мин    | Веро̀ника                   | Девушка Санчеза                                                                           |            |
| Хван Ён Хи     | Хван Мун Сук               |                                                                                           |            |
| Ким Су Хён     |                            | Новый владелец отеля Дель Луна                                                            | [ 7 ]      |

## Саундтрек

### Часть 1
| №                   | Название              | Текст песни         | Музыка              | Артист              | Длительность |
| ------------------- | --------------------- | ------------------- | ------------------- | ------------------- | ------------ |
| 1.                  | «Another Day»         | Ji Hoon Park Se-jun | Noheul A10tion      | Monday Kiz Punch    | 3:38         |
| 2.                  | «Another Day» (Inst.) |                     | Noheul A10tion      |                     | 3:38         |
| Общая длительность: | Общая длительность:   | Общая длительность: | Общая длительность: | Общая длительность: | 7:16         |

### Часть 2
| №                   | Название                                      | Текст песни         | Музыка                     | Артист              | Длительность |
| ------------------- | --------------------------------------------- | ------------------- | -------------------------- | ------------------- | ------------ |
| 1.                  | «Lean On My Shoulders» (나의 어깨에 기대어요) | Ji Hoon Park Se-jun | Lee Seung-joo Choi In-hwan | 10cm                | 3:32         |
| 2.                  | «Lean On My Shoulders» (Inst.)                |                     | Lee Seung-joo Choi In-hwan |                     | 3:32         |
| Общая длительность: | Общая длительность:                           | Общая длительность: | Общая длительность:        | Общая длительность: | 7:04         |

### Часть 3
| №                   | Название                      | Текст песни         | Музыка              | Артист              | Длительность |
| ------------------- | ----------------------------- | ------------------- | ------------------- | ------------------- | ------------ |
| 1.                  | «All About You» (그대라는 시) | Ji Hoon Park Se-jun | minGtion            | Тэён                | 3:30         |
| 2.                  | «All About You» (Inst.)       |                     | minGtion            |                     | 3:30         |
| Общая длительность: | Общая длительность:           | Общая длительность: | Общая длительность: | Общая длительность: | 7:00         |

### Часть 4
| №                   | Название                    | Текст песни              | Музыка              | Артист              | Длительность |
| ------------------- | --------------------------- | ------------------------ | ------------------- | ------------------- | ------------ |
| 1.                  | «Only You» (너만 너만 너만) | Ji Hoon Park Se-jun Yoda | Kim Se-jin Midnight | Ян Дайл             | 4:15         |
| 2.                  | «Only You» (Inst.)          |                          | Kim Se-jin Midnight |                     | 4:15         |
| Общая длительность: | Общая длительность:         | Общая длительность:      | Общая длительность: | Общая длительность: | 8:30         |

### Часть 5
| №                   | Название                                     | Текст песни              | Музыка                     | Артист              | Длительность |
| ------------------- | -------------------------------------------- | ------------------------ | -------------------------- | ------------------- | ------------ |
| 1.                  | «Can You See My Heart» (내 맘을 볼수 있나요) | Ji Hoon Park Se-jun Yoda | Choi In-hwan Lee Seung-joo | Heize               | 3:46         |
| 2.                  | «Can You See My Heart» (Inst.)               |                          | Choi In-hwan Lee Seung-joo |                     | 3:46         |
| Общая длительность: | Общая длительность:                          | Общая длительность:      | Общая длительность:        | Общая длительность: | 7:32         |

### Часть 6
| №                   | Название                           | Текст песни         | Музыка              | Артист              | Длительность |
| ------------------- | ---------------------------------- | ------------------- | ------------------- | ------------------- | ------------ |
| 1.                  | «At The End Of You» (그 끝에 그대) | Ji Hoon Park Se-jun | Noheul A10tion      | Чонха               | 3:45         |
| 2.                  | «At The End Of You» (Inst.)        |                     | Noheul A10tion      |                     | 3:45         |
| Общая длительность: | Общая длительность:                | Общая длительность: | Общая длительность: | Общая длительность: | 7:30         |

### Часть 7
| №                   | Название                                                         | Текст песни         | Музыка              | Артист              | Длительность |
| ------------------- | ---------------------------------------------------------------- | ------------------- | ------------------- | ------------------- | ------------ |
| 1.                  | «Remember All My Days And Then» (기억해줘요 내 모든 날과 그때를) | Ji Hoon Park Se-jun | Kangaroo Rocoberry  | Gummy               | 3:49         |
| 2.                  | «Remember All My Days And Then» (Inst.)                          |                     | Kangaroo Rocoberry  |                     | 3:49         |
| Общая длительность: | Общая длительность:                                              | Общая длительность: | Общая длительность: | Общая длительность: | 7:38         |

### Часть 8
| №                   | Название                      | Текст песни         | Музыка                | Артист              | Длительность |
| ------------------- | ----------------------------- | ------------------- | --------------------- | ------------------- | ------------ |
| 1.                  | «See the Stars» (어떤 별보다) | Ji Hoon Park Se-jun | Yoo Song-yeon Jay Lee | Red Velvet          | 3:51         |
| 2.                  | «See the Stars» (Inst.)       |                     | Yoo Song-yeon Jay Lee |                     | 3:51         |
| Общая длительность: | Общая длительность:           | Общая длительность: | Общая длительность:   | Общая длительность: | 7:42         |

### Часть 9
| №                   | Название                                   | Текст песни         | Музыка              | Артист              | Длительность |
| ------------------- | ------------------------------------------ | ------------------- | ------------------- | ------------------- | ------------ |
| 1.                  | «Can You Hear My Voice» (내 목소리 들리니) | Ji Hoon Park Se-jun | Rocoberry           | Ben                 | 4:32         |
| 2.                  | «Can You Hear My Voice» (Inst.)            |                     | Rocoberry           |                     | 4:32         |
| Общая длительность: | Общая длительность:                        | Общая длительность: | Общая длительность: | Общая длительность: | 9:04         |

### Часть 10
| №                   | Название            | Текст песни                  | Музыка              | Артист              | Длительность |
| ------------------- | ------------------- | ---------------------------- | ------------------- | ------------------- | ------------ |
| 1.                  | «So Long» (안녕)    | Paul Kim Ji Hoon Park Se-jun | Rocoberry Paul Kim  | Паул Ким            | 3:46         |
| 2.                  | «So Long» (Inst.)   |                              | Rocoberry Paul Kim  |                     | 3:46         |
| Общая длительность: | Общая длительность: | Общая длительность:          | Общая длительность: | Общая длительность: | 7:32         |

### Часть 11
| №                   | Название              | Текст песни         | Музыка                      | Артист              | Длительность |
| ------------------- | --------------------- | ------------------- | --------------------------- | ------------------- | ------------ |
| 1.                  | «Say Goodbye»         | Ji Hoon Park Se-jun | Ahn Young-min Lee Seung-joo | Сон Ха Ён           | 3:05         |
| 2.                  | «Say Goodbye» (Inst.) |                     | Ahn Young-min Lee Seung-joo |                     | 3:05         |
| Общая длительность: | Общая длительность:   | Общая длительность: | Общая длительность:         | Общая длительность: | 6:10         |

### Часть 12
| №                   | Название              | Текст песни         | Музыка              | Артист              | Длительность |
| ------------------- | --------------------- | ------------------- | ------------------- | ------------------- | ------------ |
| 1.                  | «Done For Me»         | Ji Hoon             | Lee Seung-joo       | Punch               | 3:52         |
| 2.                  | «Done For Me» (Inst.) |                     | Lee Seung-joo       |                     | 3:52         |
| Общая длительность: | Общая длительность:   | Общая длительность: | Общая длительность: | Общая длительность: | 7:44         |

### Часть 13
| №                   | Название                      | Текст песни                     | Музыка              | Артист              | Длительность |
| ------------------- | ----------------------------- | ------------------------------- | ------------------- | ------------------- | ------------ |
| 1.                  | «Love Del Luna» (러브 델루나) | Ji Hoon, Park Se-jun, Peter Pan | A10TION             | Тэён, Punch         | 4:28         |
| 2.                  | «Love Del Luna» (Inst.)       |                                 | A10TION             |                     | 4:28         |
| Общая длительность: | Общая длительность:           | Общая длительность:             | Общая длительность: | Общая длительность: | 8:56         |

### Специальный саундтрек
| №                   | Название            | Текст песни         | Музыка              | Артист              | Длительность |
| ------------------- | ------------------- | ------------------- | ------------------- | ------------------- | ------------ |
| 1.                  | «Happy Ending»      | Ли Чжиын (IU)       | Kim Je-hwi          | Ли Чжиын (IU)       | 2:36         |
| Общая длительность: | Общая длительность: | Общая длительность: | Общая длительность: | Общая длительность: | 2:36         |

### Чарты
| Название                                                                     | Год  | Пиковые позиции | Часть    | Ссылка |
| Название                                                                     | Год  | KOR             | Часть    | Ссылка |
| ---------------------------------------------------------------------------- | ---- | --------------- | -------- | ------ |
| «Another Day» (Monday Kiz и Punch)                                           | 2019 | 20              | Часть 1  | [ 20 ] |
| «Lean on My Shoulders» (나의 어깨에 기대어요) (10 cm)                        | 2019 | 13              | Часть 2  | [ 20 ] |
| «All About You»(그대라는 시) (Тхэён)                                         | 2019 | 1               | Часть 3  | [ 20 ] |
| «Only You» (너만 너만 너만) (Ян Да Иль)                                      | 2019 | 33              | Часть 4  | [ 20 ] |
| «Can You See My Heart» (내 맘을 볼 수 있나요) (Heize)                        | 2019 | 2               | Часть 5  | [ 20 ] |
| «At the End» (그 끝에 그대) (Чонха)                                          | 2019 | 18              | Часть 6  | [ 20 ] |
| «Remember Me» (기억해줘요 내 모든 날과 그때를) (Gummy)                       | 2019 | 1               | Часть 7  | [ 20 ] |
| «See the Stars» (어떤 별보다) (Red Velvet)                                   | 2019 | 50              | Часть 8  | [ 20 ] |
| «Can You Hear My Voice» (내 목소리 들리니) (Ben)                             | 2019 | 3               | Часть 9  | [ 20 ] |
| «So Long» (안녕) (Пол Ким)                                                   | 2019 | 1               | Часть 10 | [ 20 ] |
| «Say Goodbye» (Сон Ха Ё)                                                     | 2019 | 22              | Часть 11 | [ 21 ] |
| «Done for Me» (Punch)                                                        | 2019 | 1               | Часть 12 | [ 22 ] |
| «Love Del Luna» (러브 델루나) (Тэён & Punch)                                 | 2019 | 46              | Часть 13 | [ 23 ] |
| «—» denotes releases that did not chart or were not released in that region. |      |                 |          |        |

## Рейтинг
В этой таблице синие цифры представляют самые низкие оценки, а красные цифры самые высокие оценки.
| Эпизод  | Original broadcast date | Average audience share | Average audience share |
| Эпизод  | Original broadcast date | AGB Nielsen            | AGB Nielsen            |
| Эпизод  | Original broadcast date | Общенациональный       | По Сеулу               |
| ------- | ----------------------- | ---------------------- | ---------------------- |
| 1       | 13 июля, 2019           | 7.327 %                | 7.749%                 |
| 2       | 14 июля, 2019           | 7.633 %                | 8.857 %                |
| 3       | 20 июля, 2019           | 8.281 %                | 9.478 %                |
| 4       | 21 июля, 2019           | 7.736 %                | 9.024 %                |
| 5       | 27 июля, 2019           | 7.023%                 | 7.883 %                |
| 6       | 28 июля, 2019           | 8.701 %                | 9.949 %                |
| 7       | 3 августа, 2019         | 8.052 %                | 8.772 %                |
| 8       | 4 августа, 2019         | 9.131 %                | 10.469 %               |
| 9       | 10 августа, 2019        | 8.349 %                | 10.266 %               |
| 10      | 11 августа, 2019        | 10.009 %               | 11.779 %               |
| 11      | 17 августа, 2019        | 8.590 %                | 9.746 %                |
| 12      | 18 августа, 2019        | 10.407 %               | 12.178 %               |
| 13      | 24 августа, 2019        | 8.750 %                | 9.892 %                |
| 14      | 25 августа, 2019        | 9.995 %                | 11.986 %               |
| 15      | 31 августа, 2019        | 9.892 %                | 11.255 %               |
| 16      | 1 сентября, 2019        | 12.001%                | 13.875%                |
| Обычный | Обычный                 | 8.867%                 | 10.197%                |

- Эта дорама транслировались на кабельном канале / платном телевидении, которое обычно имеет относительно меньшую аудиторию по сравнению с бесплатным телевидением / общественными вещателями (KBS, SBS, MBC и EBS).

## Международное вещание
- Малайзия, Сингапур — TVN Asia[25], iQIYI[26]
- Сингапур — Viu[27], iQIYI
- Индонезия — Viu, iQIYI
- Филиппины — ABS-CBN, iQIYI
- Индия — Viki[28]
- Вьетнам — iQIYI
- Мьянма — Sky Net, iQIYI
- Во всем мире, кроме Южной Кореи и Бразилии — Netflix
- Россия — Дорама, Суббота![29]
- Лаос — iQIYI
- Бруней — iQIYI
- Таиланд — iQIYI
- Камбоджа — iQIYI
- Китайская Республика — iQIYI

## Награды и номинации
| Год  | Премия                       | Категория                         | Номинант                        | Результат | Ссылка |
| ---- | ---------------------------- | --------------------------------- | ------------------------------- | --------- | ------ |
| 2019 | 12th Korea Drama Awards      | Лучший Оригинальный Саундтрек     | «All About You» (Тэён)          | Номинация | [ 30 ] |
| 2019 | 12th Korea Drama Awards      | Пожизненная Награда За Достижения | Юн Дон Хван                     | Победа    | [ 31 ] |
| 2019 | 21st Mnet Asian Music Awards | Лучший саундтрек                  | «Remember Me» (Gummy)           | Победа    |        |
| 2019 | 21st Mnet Asian Music Awards | Лучший саундтрек                  | «So Long» (Пол Ким)             | Номинация |        |
| 2019 | 11th Melon Music Awards      | Лучший саундтрек                  | «Remember Me» (Gummy)           | Победа    | [ 32 ] |
| 2019 | 8th Korea First Brand Awards | Дэсан актрисы                     | IU                              | Победа    | [ 33 ] |
| 2020 | 34th Golden Disk Awards      | Лучший саундтрек                  | «Remember Me» (Gummy)           | Победа    | [ 34 ] |
| 2020 | 29th Seoul Music Awards      | OST Award                         | «All About You» (Тэён)          | Победа    | [ 35 ] |
| 2020 | 29th Seoul Music Awards      | OST Award                         | «Lean on Me» (10 cm             | Номинация | [ 35 ] |
| 2020 | 29th Seoul Music Awards      | OST Award                         | «Can You See My Heart?» (Heize) | Номинация | [ 35 ] |
| 2020 | 29th Seoul Music Awards      | OST Award                         | «Remember Me» (Gummy)           | Номинация | [ 35 ] |
| 2020 | 29th Seoul Music Awards      | OST Award                         | «So Long» (Паул Ким)            | Номинация | [ 35 ] |
| 2020 | 56th Baeksang Arts Awards    | Лучшая актриса                    | IU                              | Номинация |        |

## Адаптации

### Ремейк
24 июня 2020 года студия Dragon объявили, что будет совместно продюсировать американский ремейк Отель дель Луна с Skydance. Элисон Шапкер будет отвечать за разработку и производство сериала. Она будет работать с Мики Ли, Джинни Чой и Хен Паком из студии Dragon, а также Дэвидом Эллисоном, Даной Голдберг и Биллом Бостом из Skydance Television.

### Мюзикл
27 января 2021 года театральная компания Showplay объявила, что сериал будет адаптирован под мюзикл, премьера которого запланирована на 2022 год.